# Sony Open Tennis 2013
Sony Open Tennis 2013 (також відомий як Miami Masters 2013) - чоловічий і жіночий тенісний турнір, що проходив на відкритих кортах з твердим покриттям. Це був 29-й турнір Мастерс Маямі. Відбувся в Tennis Center at Crandon Park у Маямі. Тривав з 18 до 31 березня 2013 року. Належав до категорії Мастерс у рамках Туру ATP 2013 і Premier Mandatory в рамках Туру WTA 2013.

## Очки і призові

### Нарахування очок
| Дисципліна                 | П    | F   | SF  | QF  | 1/8 | 1/16 | 1/32 | 1/64 | Q   | Q2  | Q1  |
| Чоловіки, одиночний розряд | 1000 | 600 | 360 | 180 | 90  | 45   | 25   | 10   | 16  | 8   | 0   |
| Чоловіки, парний розряд    | 1000 | 600 | 360 | 180 | 90  | 45   | 0    | Н/Д  | Н/Д | Н/Д | Н/Д |
| Жінки, одиночний розряд    | 1000 | 700 | 450 | 250 | 140 | 80   | 50   | 5    | 30  | 20  | 1   |
| Жінки, парний розряд       | 1000 | 700 | 450 | 250 | 140 | 80   | 5    | Н/Д  | Н/Д | Н/Д | Н/Д |

### Призові гроші
Загальний призовий фонд турніру становив $5,185,625.
| Дисципліна                 | П        | F        | ПФ       | ЧФ      | 1/8     | 1/16    | Round of 64 | Round of 128 | Q2     | Q1     |
| Чоловіки, одиночний розряд | $719,160 | $350,970 | $175,900 | $89,670 | $47,270 | $25,300 | $13,660     | $8,370       | $2,500 | $1,275 |
| Жінки, одиночний розряд    | $724,000 | $353,200 | $177,000 | $90,250 | $47,575 | $25,450 | $13,750     | $8,425       | $2,515 | $1,285 |
| Чоловіки, парний розряд    | $235,640 | $115,000 | $57,640  | $29,370 | $15,490 | $8,290  | Н/Д         | Н/Д          | Н/Д    | Н/Д    |
| Жінки, парний розряд       | $245,000 | $122,997 | $58,000  | $29,547 | $14,090 | $8,140  | Н/Д         | Н/Д          | Н/Д    | Н/Д    |